# Hermann Blattner

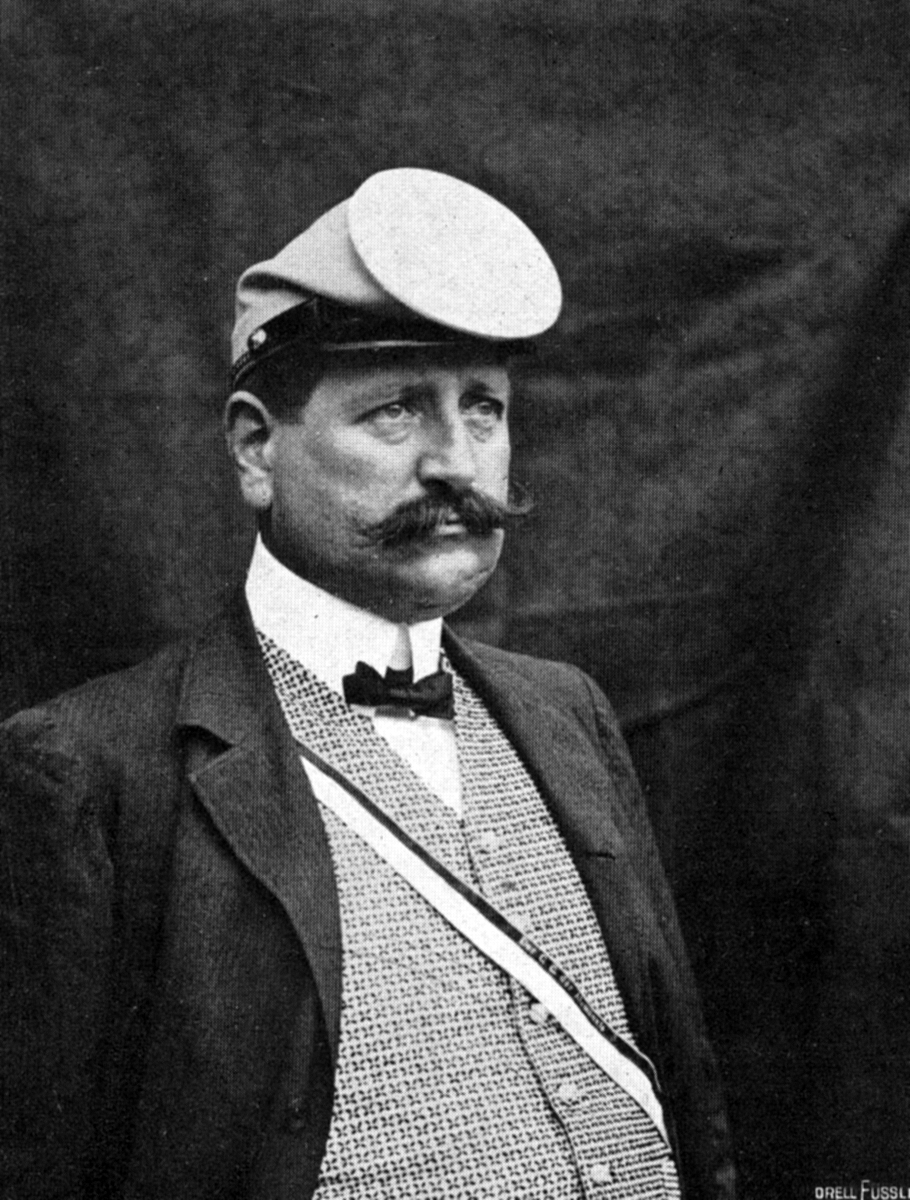
Hermann Blattner (1866–1910) als Altherr seiner Studentenverbindung

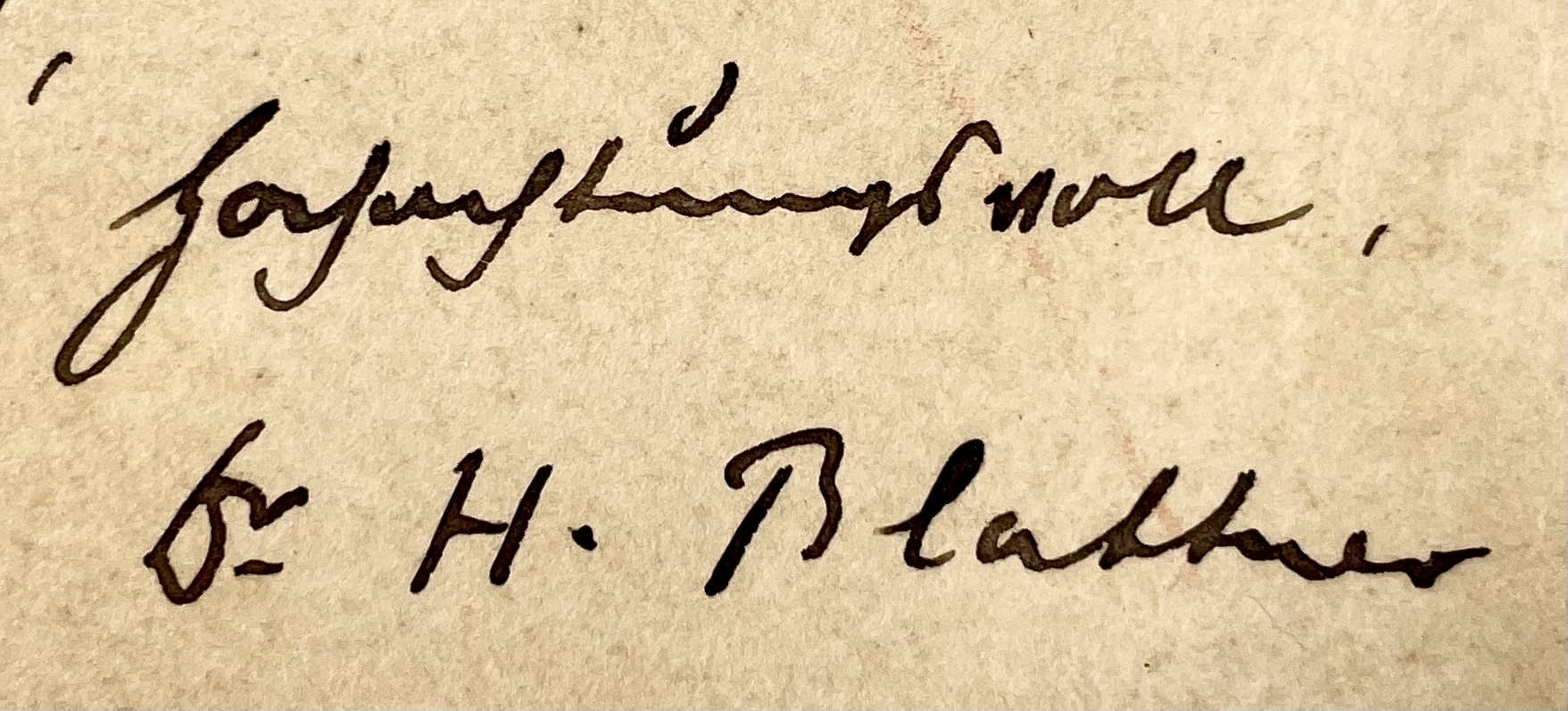
Hermann Blattners Unterschrift

Hermann Blattner (* 22. Juli 1866 in Schinznach-Dorf; † 20. April 1910 in Brugg) war ein Schweizer Germanist, Apotheker, Journalist und Schriftsteller sowie Redaktor am «Schweizerischen Idiotikon», dem Wörterbuch der schweizerdeutschen Sprache. Sein Jugendtraum, Afrikaforscher zu werden, zerschlug sich hingegen.

## Leben und Schaffen

### Jugend und Ausbildung
Blattner wuchs im zentralaargauischen Schinznach auf. 1880 zog die Familie in das nahe gelegene Städtchen Brugg, wo der Vater eine Apotheke übernahm. Dort schloss Blattner die Bezirksschule ab und besuchte ab Ostern 1882 die Kantonsschule in Aarau, wo er der Lieblingsschüler Adolf Freys war.
1888 bestand er die Matura und studierte an den Universitäten Zürich, Bern und Leipzig deutsche Sprache und Literatur. An der letztgenannten Hochschule avancierte Blattner zum bevorzugten Studenten Friedrich Zarnckes, des Mitverfassers des «Mittelhochdeutschen Wörterbuchs», und wurde von ihm nach Kräften gefördert. Die Dissertation über die Mundarten des Kantons Aargau schrieb Blatter denn auch in Leipzig (publiziert 1890).

### Als Suchender, Apotheker und Journalist
Zurück in Brugg, unterrichtete Blattner an der Bezirksschule kurze Zeit Naturwissenschaften und Italienisch. Die militärische Laufbahn verfolgte er bis zum Hauptmannsgrad, brach sie dann aber mitten in der Generalstabsschule ab.
Sein Lebensziel als junger Mann war der Kolonialdienst. Schon als Student hatte er mit dem deutschen Afrikareisenden Gerhard Rohlfs und dem deutschstämmigen osmanisch-ägyptischen Gouverneur Emin Pascha (Eduard Schnitzer) Kontakt aufgenommen. Um schneller nach Afrika aufbrechen zu können, zog er in den späten 1880er-Jahren in das spanische Asturien, wo sein Schwager eine Dynamitfabrik leitete. Die Wartezeit verbrachte er mit Wanderungen durch Nordspanien, über die er im Feuilleton der «Neuen Zürcher Zeitung» berichtete, sowie einer Reise durch Kastilien, wo er sich mit Malaria ansteckte. Die endlich eintreffenden, wenig hilfreichen Antworten von Rohlfs und Emin Pascha sowie schliesslich der abschlägige Bescheid des deutschen Kolonialamts in Berlin wirkten auf Blattner niederschmetternd, und er kehrte desillusioniert nach Brugg zurück.
Kurz nachdem er eine Stelle als Lehrer an der Brugger Bezirksschule zugesprochen erhalten hatte, starb zu Beginn des Jahres 1892 sein älterer Bruder Otto. Hermann übernahm in der Folge die Aufgabe, für seine Neffen und Nichten zu sorgen, und trat als Lehrling in die Apotheke seines Vaters ein. Von 1894 bis 1896 absolvierte er an der Universität Zürich ein Zweitstudium in Pharmazie und übernahm nach bestandenem Staatsexamen im Herbst 1896 das väterliche Geschäft. Im gleichen Jahr heiratete er die Pfarrerstochter Ida Belart.
Als seine Mutter 1903 starb, verkaufte Blattner die Apotheke und zog nach Basel, wo er in die Redaktion der «Basler Nachrichten» eintrat. Bereits anderthalb Jahre später gab er die Stelle wieder auf.

### Als Dialektologe
Blattner wurde 1904 in die Redaktion des «Schweizerischen Idiotikons» in Zürich gewählt und trat die Arbeit Anfang 1905 an. Gemäss seinen eigenen Worten entsprach diese Stelle einem lang gehegten Traum. Doch schon nach fünf Jahren, im Frühling 1910, starb er im Alter von nicht einmal 44 Jahren an einer Lungenentzündung. Von seinen Wörterbuchkollegen war Blattner insbesondere wegen seiner guten Kenntnisse von Sprache und Volksleben seines Heimatkantons Aargau und überhaupt wegen seiner breiten Lebenserfahrung geschätzt worden; im Bericht des «Idiotikons» über das Jahr 1910 erhielt er von Chefredaktor Albert Bachmann eine ungewöhnlich persönliche Würdigung sowie von seinem Kollegen Eduard Schwyzer in der «Neuen Zürcher Zeitung» einen warmherzigen Nachruf. – Sein Nachfolger in der Redaktion wurde der nachmalige Germanistikprofessor Wilhelm Wiget.
Blattners 1890 gedruckte Dissertation über die aargauischen Mundarten war eine der frühen wissenschaftlichen Arbeiten zum Schweizerdeutschen. Sie entstand noch vor den unter Bachmanns Ägide entstandenen Dialektmonographien der Reihe «Beiträge zur Schweizerdeutschen Grammatik» und erfüllte damit noch nicht die strengen Forderungen der erst aufkommenden Dialektologie, aber im Teil über die Laute ist der Einfluss der Leipziger Schule dennoch spürbar. Aus heutiger Sicht liegt der besondere Wert der Arbeit darin, dass sie für die 1880er-Jahre in den zentralaargauischen Mundarten Entrundungserscheinungen dokumentiert, von der man zwei Generationen später anlässlich der Datenerhebung für den «Sprachatlas der deutschen Schweiz» nicht einmal mehr Reste vorfand. Diese Zeugen sind vor dem Hintergrund, dass die hochalemannischen Mundarten fast die einzigen im ganzen hochdeutschen Raum sind, welche die ungerundete Qualität der mittelhochdeutschen Laute bewahrt haben, ein Zeichen, dass selbst im Schweizer Mittelland die Entrundung einst Fuss gefasst hatte, sich dann aber – womöglich im Gefolge des sprachlichen und politischen Eigenlebens der Schweiz – nicht durchsetzen konnte.

### Als Schriftsteller
Blatter schrieb nicht allein für Tageszeitungen, Zeitschriften und Heimatblätter, sondern war auch schriftstellerisch tätig. Sein «Festspiel zum Aargauischen Kantonalschützenfest in Brugg 1902» wurde im römischen Theater von Vindonissa (Windisch) gespielt, das Dialektdrama «De neu Herr Pfarer» (ebenfalls 1902) wurde in Brugg vom Turnverein aufgeführt, und die Novelle «Aus der hintern Gasse» (1910) atmet den Geist Gottfried Kellers. Sein von Heinrich Leuthold und Ludwig Ferdinand Schmid beeinflusstes poetisches Schaffen erschien unter dem Pseudonym Heinrich Ragor in der Zeitschrift «Deutsche Dichtung».

## Publikationen
Sprachwissenschaft
- Ueber die Mundarten des Kantons Aargau (Grenzen; Eintheilung; Phonetik). Vocalismus der Schinznacherm[und]a[rt]. Effingerhof, Brugg 1890.
- Mitarbeit am «Schweizerischen Idiotikon» (Schluss von Band V, ganzer Band VI und Anfang von Band VII).

Literatur
- [zusammen mit Viktor Jahn:] Festspiel zum Aargauischen Kantonalschützenfest in Brugg 1902. Effingerhof, Brugg 1902.
- De neu Herr Pfarer. Ein Stücklein. Bern 1902.
- Aus der hintern Gasse. Feuilleton der «Basler Nachrichten», 1910.
- [unter dem Pseudonym Heinrich Ragor:] Gedichte in der Zeitschrift «Deutsche Gedichte».

Sonstige Beiträge
- Mitarbeit bei verschiedenen Zeitungen, Zeitschriften und beim «Brugger Neujahrsblatt».

## Nachweise
1. ↑  Es handelt sich dabei um die Fälle mittelhochdeutsch /öi/ zu aargauisch /ai/ (etwa fraie «freuen») und von /öi/ im Hiat (diphthongiertes mittelhochdeutsches /üː/) zu /ai/ (etwa nai «neu»). – Noch so spät wie im ausgehenden 20. Jahrhundert verzeichnete auch Hans-Peter Schifferle relikthafte Entrundungen im Nordostaargau, siehe: Dialektstrukturen in Grenzlandschaften. Untersuchungen zum Mundartwandel im nordöstlichen Aargau und im benachbarten südbadischen Raum Waldshut. Diss. Zürich, Bern 1995 (= Europäische Hochschulschriften I. 1538.), S. 219.
2. ↑  Zum Kontext siehe Hans-Peter Schifferle: Dialektstrukturen in Grenzlandschaften. Untersuchungen zum Mundartwandel im nordöstlichen Aargau und im benachbarten südbadischen Raum Waldshut. Diss. Zürich, Bern 1995 (= Europäische Hochschulschriften I. 1538.), S. 216–220.

| Personendaten    | Personendaten                                 |
| ---------------- | --------------------------------------------- |
| NAME             | Blattner, Hermann                             |
| KURZBESCHREIBUNG | Schweizer Germanist, Apotheker und Journalist |
| GEBURTSDATUM     | 22. Juli 1866                                 |
| GEBURTSORT       | Schinznach-Dorf                               |
| STERBEDATUM      | 20. April 1910                                |
| STERBEORT        | Brugg                                         |